# アーサー・ケイリー
アーサー・ケイリー（英: Arthur Cayley、英語発音: /ˈɑː(ɹ)θə(ɹ) ˈkeɪli/、1821年8月16日 - 1895年1月26日）は、イギリスの数学者、弁護士。行列に関するケイリー・ハミルトンの定理で有名。

## 生涯・人物
17歳の時にケンブリッジ大学・トリニティ・カレッジに入学する。期限付きの研究職に就いたために他の仕事を選ぶことになり法曹を目指す。
25歳の時にロンドンのリンカン法曹学院に入り譲渡契約を専門とした。ただし数学を捨てず、司法試験の受験生だったにもかかわらず、ハミルトンの四元数の講義を聴くためにダブリンへ行くなどしている。その後に弁護士になり、活動中の14年間に約250の数学論文を書いた。
1863年、42歳でケンブリッジ大学でサドレア教授職に就く。後には更に約650の論文を書き上げた。ただし書籍は、1876年に出版された楕円関数についての1冊しか執筆していない。そして1895年、74歳で死を迎えた。
なおケイリーは語学にも優れ、ドイツ語、ギリシャ語、フランス語、イタリア語などにも堪能であった。

## 著書
- Cayley, Arthur (1876). An elementary treatise on elliptic functions. Cornell University Library. ISBN 978-1-112-28006-1. MR0124532